# Bissulfito de amônio
Bissulfito de amônio, também conhecido como Sulfito ácido de amônio, é um líquido amarelo claro esverdeado em temperatura ambiente, fórmula química (NH4)HSO3, que se decompõe sob aquecimento liberando SO2.

## Aplicação
O sal pode ser utilizado na indústria alimentícia como antisséptico contra a formação de fungos e bactérias. Pode ser utilizado também como deslignificador na indústria de celulose.